# Kościół św. Jana w Sohrol

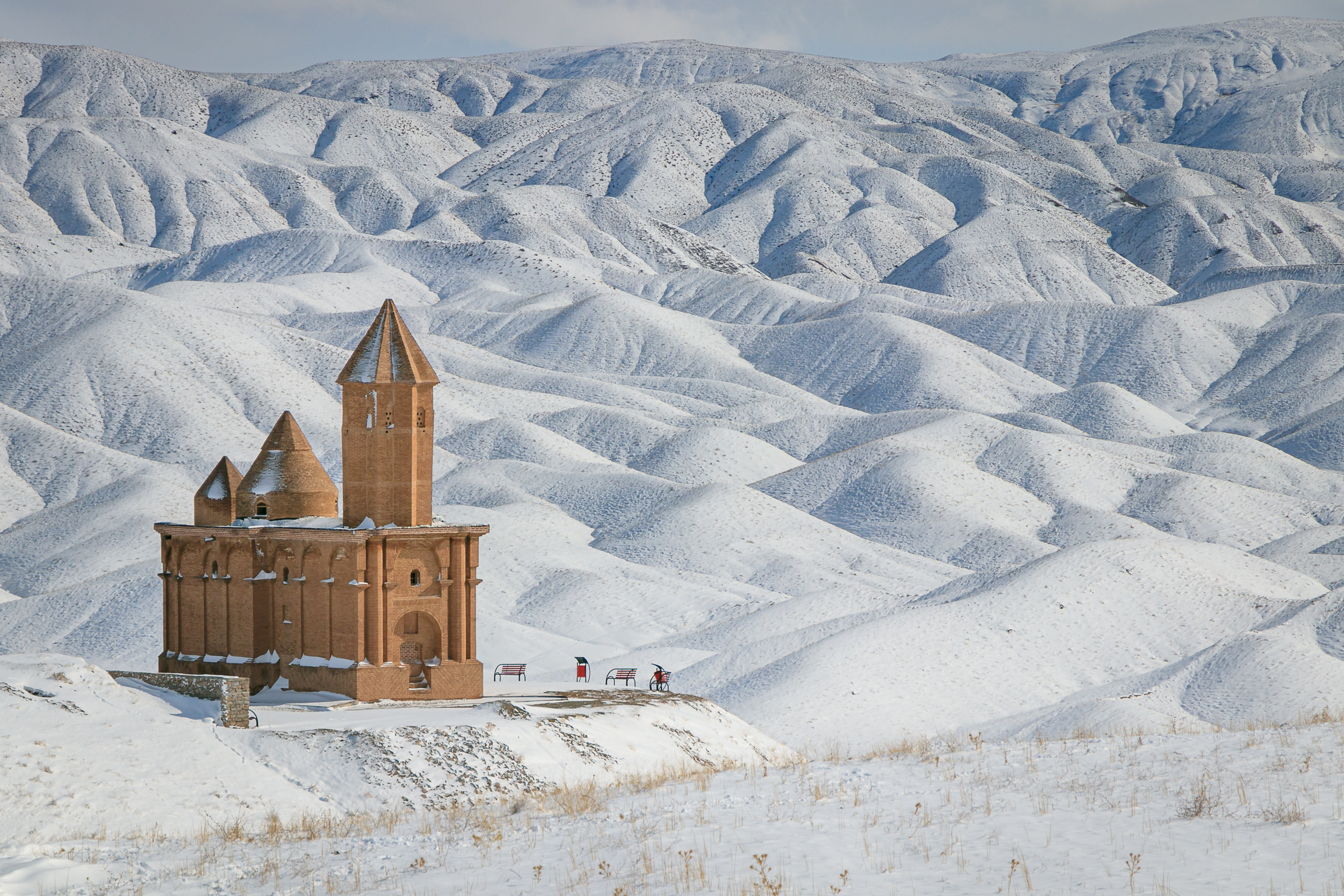
Kościół w 2019 roku

Kościół św. Jana w Sohrol (arm. Սուրբ Յովհաննէս Եկեղեցի) – V lub VI-wieczny ormiański kościół katolicki w Sohrol, w dystrykcie (shahrestan) Szabestar, ostanie Azerbejdżan Wschodni, w Iranie. 
W 1840 roku kościół został odbudowany przez Samsona Makintseva z cegły na starszym fundamencie kościoła. Budowlę dodano do Listy Dziedzictwa Narodowego Iranu w 1968 roku, z identyfikatorem rejestracyjnym 766.